# Francisco José Cox Huneeus
Francisco José Cox Huneeus (Santiago del Cile, 18 dicembre 1933 – Santiago del Cile, 12 agosto 2020) è stato un arcivescovo cattolico cileno dimesso dallo stato clericale nel 2018.

## Biografia
Francisco José Cox Huneeus nacque a Santiago del Cile il 18 dicembre 1933 ed era figlio di Eduardo Cox Balmaceda e Yolanda Hunneus Salas. Sua sorella Esther, scrittrice conosciuta con lo pseudonimo di Marcela Paz, si è stato ispirata a Francisco José per creare il personaggio di Papelucho. Inoltre, uno dei fratelli di Eduardo Cox, Andrés, era il padre della modella, conduttrice televisiva ed ex attrice Pilar Cox.

### Formazione e ministero sacerdotale
Nel 1954 entrò nel noviziato della Società dell'apostolato cattolico. Studiò per due anni economia alla Pontificia università cattolica del Cile. In seguito studiò filosofia, teologia e diritto canonico presso l'Università di Friburgo e la Pontificia Università Lateranense.
Il 16 luglio 1961 fu ordinato presbitero per la diocesi di Talca a Friburgo da monsignor Manuel Larraín Errázuriz. Nel 1965 entrò nell'Istituto dei padri di Schönstatt. In seguito fu presidente nazionale del Movimento di Schönstatt in Cile,  officiale della Congregazione per i religiosi e gli istituti secolari a Roma e parroco della parrocchia di Nostra Signora dei Dolori a Santiago del Cile.

### Ministero episcopale
Il 18 dicembre 1974 papa Paolo VI lo nominò vescovo di Chillán. Ricevette l'ordinazione episcopale il 2 marzo successivo nella cattedrale di San Carlo Borromeo a Chillán dal cardinale Raúl Silva Henríquez, arcivescovo di Santiago del Cile, co-consacranti l'arcivescovo metropolita di Puerto Montt Eladio Vicuña Aránguiz e il vescovo ausiliare di Santiago del Cile Fernando Ariztía Ruiz.
Promosse la creazione di Radio El Sembrador.
Ricoprì diversi incarichi nella Conferenza episcopale del Cile.
Il 4 agosto 1981 papa Giovanni Paolo II lo nominò segretario del Pontificio consiglio per la famiglia.
Il 22 gennaio 1985 lo stesso pontefice lo nominò arcivescovo metropolita di La Serena.
Nel 1992, Manuel Hervia, un sacerdote della sua diocesi, riferì ai vescovi Alejandro Goić Karmelić e Carlos González Cruchaga, presidente della Conferenza episcopale cilena, che monsignor Cox aveva abusato di ragazzi a La Serena. Trascorsi tre anni senza l'avvio di un'inchiesta, padre Hervia informò l'arcivescovo di Santiago del Cile Carlos Oviedo Cavada. Sperava che i suoi rapporti arrivassero al nunzio apostolico e convincessero la Santa Sede ad avviare un'indagine. I vescovi gli dissero che la comunità dei padri di Schönstatt era a conoscenza del problema e aveva consigliato di usare pazienza.
Il 16 aprile 1997 papa Giovanni Paolo II accettò la sua rinuncia al governo pastorale dell'arcidiocesi. A quel tempo fu citata come motivazione la salute mentale del presule. Fu presidente del comitato nazionale del Giubileo del 2000 dal 1997 al 1999. Venne quindi trasferito a Roma per fare parte del comitato centrale del Giubileo. In seguito ottenne un incarico nella sede del Consiglio episcopale latinoamericano a Bogotà, in Colombia.
Il 31 ottobre 2002 quando apprese che due giornali, La Nación e La Tercera, stavano per riferire i fatti riguardanti le dimissioni di Cox, il cardinale Francisco Javier Errázuriz Ossa rivelò che monsignor Cox si era dimesso volontariamente a causa di accuse di abusi sessuali. Disse che: "Il suo affetto e la sua espressività hanno risvegliato sospetti e interpretazioni intorno a lui che hanno reso molto difficile per lui continuare il suo lavoro a La Serena e che non era stato in grado di modificare il suo stile di comportamento anche quando consigliato dagli amici e superiori". Disse anche che l'arcivescovo Cox aveva espresso "un affetto un po' esuberante" per tutti, anche se dichiarò che fosse "più sorprendente per quanto riguarda i bambini". Sottolineò anche che le accuse contro monsignor Cox non sono state dimostrate e che il sistema legale dovrebbe essere autorizzato a seguire il suo corso. Il successore di Cox, l'arcivescovo Manuel Gerardo Donoso Donoso, disse di aver ricevuto diverse denunce che considerava non verificabili e che tutti potevano vedere che l'arcivescovo Cox era "forse eccessivamente affettuoso". Egli disse: "Vorrei dire alla gente di La Serena e a quelli che si sentono feriti che ci mettiamo attorno a Cristo. I pastori sono deboli, siamo persone e abbiamo molte difficoltà. Umilmente, se qualcuno ha sbagliato, mi scuso anche a nome della Chiesa". Anche monsignor Cox si scusò "per questo lato oscuro che si oppone al Vangelo".
Lasciò tutti i suoi incarichi e su richiesta della Congregazione per i vescovi si trasferì nella casa madre del suo ordine a Vallendar, in Germania. Lì lavorò come traduttore.
Nel giugno del 2018, Abel Soto notificò ai funzionari vaticani la revisione delle accuse di abuso sessuale rivolte contro monsignor Cox. Egli sarebbe stato accusato di avere abusato di un bambino a Chillán e di uno studente universitario a La Serena. Fu coinvolto anche il predecessore di monsignor Cox, l'arcivescovo Bernardino Piñera Carvallo, che avrebbe tollerato il comportamento di Cox. In agosto fornì alle autorità civili le stesse informazioni e altri tre accusatori portarono la loro testimonianza nello stesso periodo.
L'11 ottobre 2018 papa Francesco lo dimise dallo stato clericale. Non poté impugnare questo provvedimento. Restò tuttavia un membro dell'Istituto di Schönstatt, anche a motivo delle sue condizioni di salute. I superiori dell'Istituto annunciarono che stavano ordinando una valutazione medica per determinare se Cox fosse stato in grado di tornare in Cile per subire un procedimento legale. All'epoca soffriva di demenza senile e di tumore e necessitava di cure infermieristiche.
Monsignor Cox fu oggetto di un'indagine criminale anche in Germania per un presunto abuso perpetrato nel 2004, sulla base di una denuncia presentata ai padri di Schönstatt a fine 2017 e da essi reindirizzata alle autorità tedesche preposte e alla Congregazione per la dottrina della fede. Avrebbe infatti tentato di abbracciare e baciare un ragazzo di origine boliviana allora diciassettenne.
Nel febbraio del 2019 tornò in Cile.
Morì a Santiago del Cile il 12 agosto 2020 all'età di 86 anni per insufficienza respiratoria e insufficienza multiorgano. Le esequie si tennero lo stesso giorno in forma strettamente privata.

## Genealogia episcopale
La genealogia episcopale è:
- Cardinale Scipione Rebiba
- Cardinale Giulio Antonio Santori
- Cardinale Girolamo Bernerio, O.P.
- Arcivescovo Galeazzo Sanvitale
- Cardinale Ludovico Ludovisi
- Cardinale Luigi Caetani
- Cardinale Ulderico Carpegna
- Cardinale Paluzzo Paluzzi Altieri degli Albertoni
- Papa Benedetto XIII
- Papa Benedetto XIV
- Papa Clemente XIII
- Cardinale Marcantonio Colonna
- Cardinale Giacinto Sigismondo Gerdil, B.
- Cardinale Giulio Maria della Somaglia
- Cardinale Carlo Odescalchi, S.I.
- Cardinale Costantino Patrizi Naro
- Cardinale Lucido Maria Parocchi
- Papa Pio X
- Cardinale Gaetano De Lai
- Cardinale Raffaele Carlo Rossi, O.C.D.
- Cardinale Amleto Giovanni Cicognani
- Cardinale Aloysius Joseph Muench
- Cardinale Opilio Rossi
- Cardinale Raúl Silva Henríquez, S.D.B.
- Arcivescovo Francisco José Cox Huneeus, P.Schönstatt